# Tygryska rdzawoszyja
Tygryska rdzawoszyja (Tigrisoma lineatum) – gatunek dużego, osiadłego ptaka z rodziny czaplowatych (Ardeidae). Nie jest zagrożony.

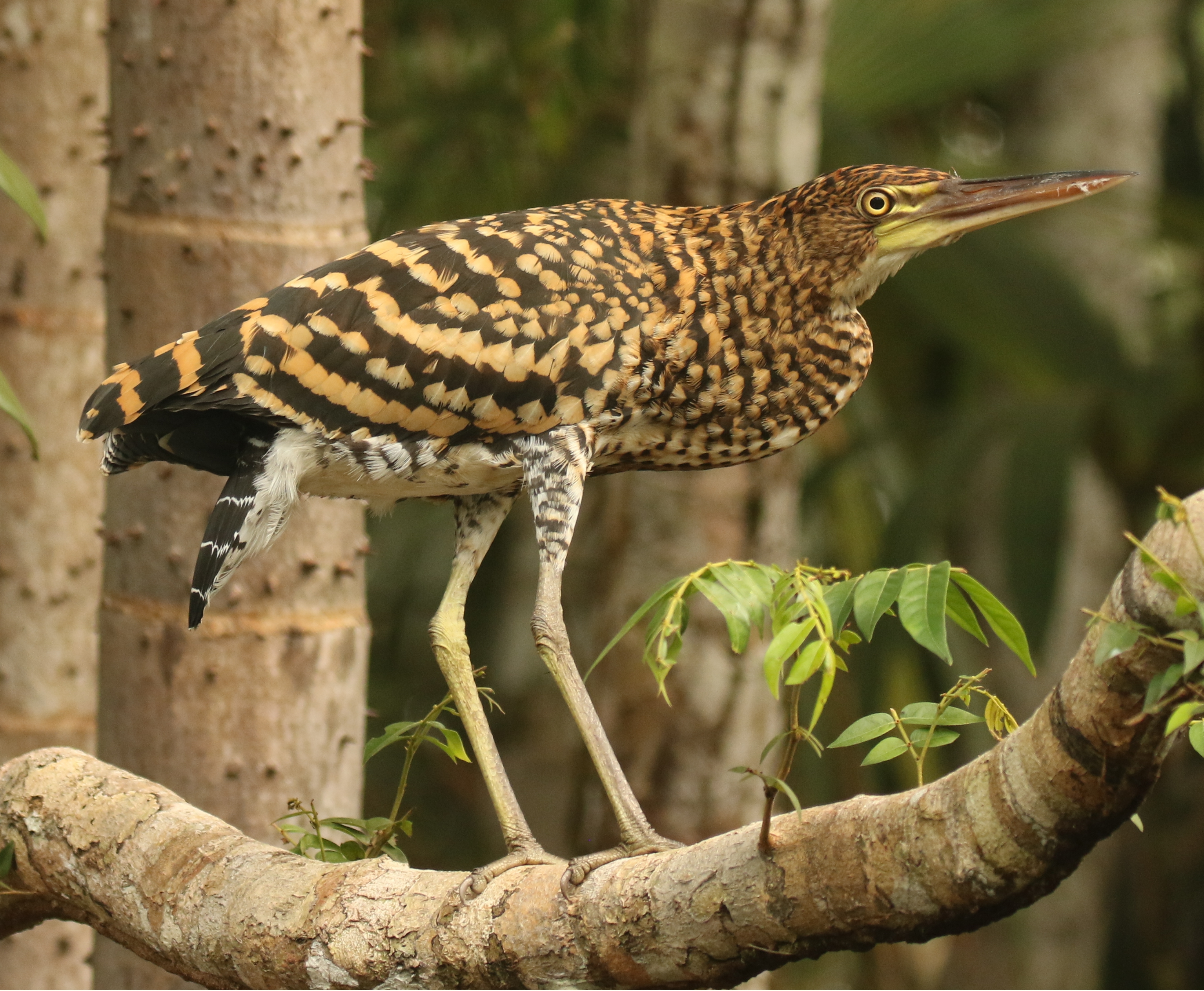
Osobnik młodociany

WyglądDługa, gruba szyja. Dziób żółtawy, silny; nogi dość krótkie, zielonawe. W dorosłym upierzeniu, uzyskiwanym po ok. 5 latach, głowa, szyja i pierś czysto kasztanowate. Reszta spodu ciała czarno i płowo prążkowana. Od gardła do brzucha białe i płowe smugi; brzuch ciemnopłowy. Ubarwienie młodych uderzająco odmienne; z wierzchu ciemnobrązowo i złotopłowo prążkowane, od spodu jaśniejsze i bez wyraźnego rysunku.
RozmiaryDługość ciała 66–76 cm; masa ciała około 840 g.
Zasięg, środowiskoAmeryka Południowa i Środkowa; w nizinnych lasach, na słodkowodnych jeziorach i na terenach otwartych w pobliżu zadrzewień.
ZachowaniePoluje samotnie. Spłoszona wzlatuje zwykle na wierzchołek drzewa.
PodgatunkiWyróżnia się dwa podgatunki T. lineatum:
- T. l. lineatum (Boddaert, 1783) – tygryska rdzawoszyja – Honduras na południe do północno-wschodniej Boliwii i brazylijskiej Amazonii
- T. l. marmoratum (Vieillot, 1817) – tygryska marmurkowa – południowo-wschodnia Boliwia do południowej Brazylii, północnej Argentyny i Urugwaju.

StatusIUCN uznaje tygryskę rdzawoszyją za gatunek najmniejszej troski (LC, Least Concern) nieprzerwanie od 1988 roku. BirdLife International uznaje trend liczebności populacji za trudny do ustalenia.